# INTS6
La subunidad 6 del complejo integrador es una proteína que en humanos está codificada por el gen INTS6 .
Las proteínas de caja DEAD, caracterizadas por el motivo conservado Asp-Glu-Ala-Asp (DEAD), son helicasas de ARN putativas. La proteína codificada por este gen es una proteína de caja DEAD que forma parte de un complejo que interactúa con el extremo C de la ARN polimerasa II y participa en el procesamiento del extremo 3 'de los ARNpn. Además, este gen es un supresor de tumores candidato y está ubicado en la región crítica de pérdida de heterocigosidad (LOH). Se han encontrado tres variantes de transcripción que codifican dos isoformas diferentes para este gen.